# Артемида (космическая программа)
Артеми́да (англ. Artemis) — американская программа исследования Луны, возглавляемая космическим агентством НАСА, в которой участвуют три других партнёрских агентства: Европейское космическое агентство, Японское агентство аэрокосмических исследований и Канадское космическое агентство. В случае успеха программа «Артемида» восстановит присутствие человека на Луне впервые после миссии «Аполлон-17» в 1972 году.
Основными компонентами программы являются ракета-носитель Space Launch System, космический корабль «Орион», космическая станция «Lunar Gateway» и коммерческие системы посадки человека, включая Starship HLS. Долгосрочная цель программы состоит в создании постоянной базы на Луне и облегчении пилотируемых полётов на Марс.
Программа «Артемида» — это сотрудничество космических агентств и компаний по всему миру, связанных друг с другом Соглашениями Артемиды (англ. Artemis Accords) и вспомогательными контрактами. Соглашения были подписаны 13 октября 2020 года директорами восьми национальных космических агентств: США, Австралии, Великобритании, Италии, Канады, Люксембурга, ОАЭ и Японии. Позже к договору присоединились Аргентина, Колумбия, Чехия, Испания, Украина, Южная Корея, Новая Зеландия, Бразилия, Польша, Мексика, Нигерия, Германия, Индия, Израиль, Руанда, Румыния, Бахрейн, Сингапур, Франция, Саудовская Аравия, Эквадор, Швейцария и Бангладеш.
Программа была официально учреждена в 2017 году при администрации Дональда Трампа, однако многие из её компонентов, такие как космический корабль «Орион», были разработаны во время предыдущей программы «Созвездие» (2005—2010) и после её отмены. Первый запуск «Ориона» и Space Launch System, первоначально планировавшийся на 2016 год, состоялся 16 ноября 2022 года в рамках миссии «Артемида-1». Согласно плану, запуск миссии «Артемида-2» с экипажем состоится в апреле 2026 года, посадка «Артемиды-3» с экипажем на Луну — в середине 2027 года, стыковка «Артемиды-4» с Lunar Gateway — в сентябре 2028 года, а затем будущие ежегодные посадки на Луну.

## Обзор
Программа «Артемида» организована вокруг серии миссий. Эти космические миссии будут возрастать по сложности, и их планируется проводить с интервалом в год или более. НАСА и его партнёры запланировали миссии от «Артемиды-1» до «Артемиды-5». Также были предложены более поздние миссии. Каждая миссия сосредоточена на запуске ракеты-носителя Space Launch System с космическим кораблем «Орион». Миссии после «Артемида-2» будут зависеть от миссий поддержки, запущенных другими организациями и космическими кораблями для вспомогательных функций.

### Миссии SLS
Миссия «Артемида-1» (16 ноября 2022 года — 11 декабря 2022 года) стала испытанием SLS и Orion без экипажа и первым испытательным полётом обоих кораблей. Целью миссии являлся вывод «Ориона» на лунную орбиту, а затем его возвращение на Землю. SLS использовала вторую ступень ICPS, которая выполнила транслунную инжекцию, чтобы отправить «Орион» в лунное пространство. «Орион» вышел на ретроградную дальнюю полярную лунную орбиту и провёл на ней шесть дней, прежде чем вернуться на курс к Земле. Капсула Orion отделилась от своего служебного модуля, снова вошла в атмосферу для аэродинамического торможения и успешно приземлилась под парашютами. Общая продолжительность миссии составила 25.5 дней.
«Артемида-2» (2026) станет первым пилотируемым испытательным полётом SLS и космического корабля Orion. Четыре члена экипажа проведут обширные испытания на околоземной орбите, а затем «Орион» будет переведён на траекторию свободного возврата вокруг Луны, которая позволит «Ориону» облететь Луну, а затем, без использования двигателей, вернуться обратно к Земле для повторного входа в атмосферу и приводнения. Запуск запланирован не ранее сентября 2025 года.
«Артемида-3» (2027) будет посадкой на Луну с экипажем. Миссия зависит от миссии поддержки по размещению системы посадки человека (HLS) на около-прямолинейной гало-орбите (NRHO) Луны до запуска SLS/Orion. После того, как HLS достигнет NRHO, SLS/Orion отправит космический корабль Orion на стыковку с HLS. Два астронавта перейдут на HLS, который спустится на поверхность Луны и проведут на поверхности около 6,5 суток. Астронавты совершат как минимум два выхода в открытый космос на поверхности, прежде чем HLS поднимется, чтобы вернуть их на место встречи с Орионом. Орион вернёт четырёх астронавтов на Землю. Запуск запланирован не ранее 2026 года.
«Артемида-4» (2028) — миссия с экипажем на станцию Lunar Gateway на около-прямолинейной гало-орбите Луны с использованием блока SLS 1B. Предварительная миссия поддержки доставит первые два модуля шлюза. Дополнительная мощность блока 1B позволит SLS/Orion поставить модуль шлюза I-HAB для подключения к шлюзу. Запуск запланирован не ранее 2028 года.
От «Артемиды-5» до «Артемиды-9» и далее предлагается высадить астронавтов на поверхность Луны, где они смогут воспользоваться преимуществами растущего количества инфраструктуры, которая должна быть построена миссиями поддержки. Она будет включать в себя места обитания, вездеходы, научные инструменты и оборудование для добычи ресурсов.

### Миссии поддержки
Миссии поддержки включают роботизированные посадочные модули, доставку модулей для станции Gateway, логистику Gateway, доставку HLS (Human Landing System, «Система посадки человека») и элементов лунной базы. Разработка большинства этих миссий выполняется по контрактам НАСА с коммерческими поставщиками.

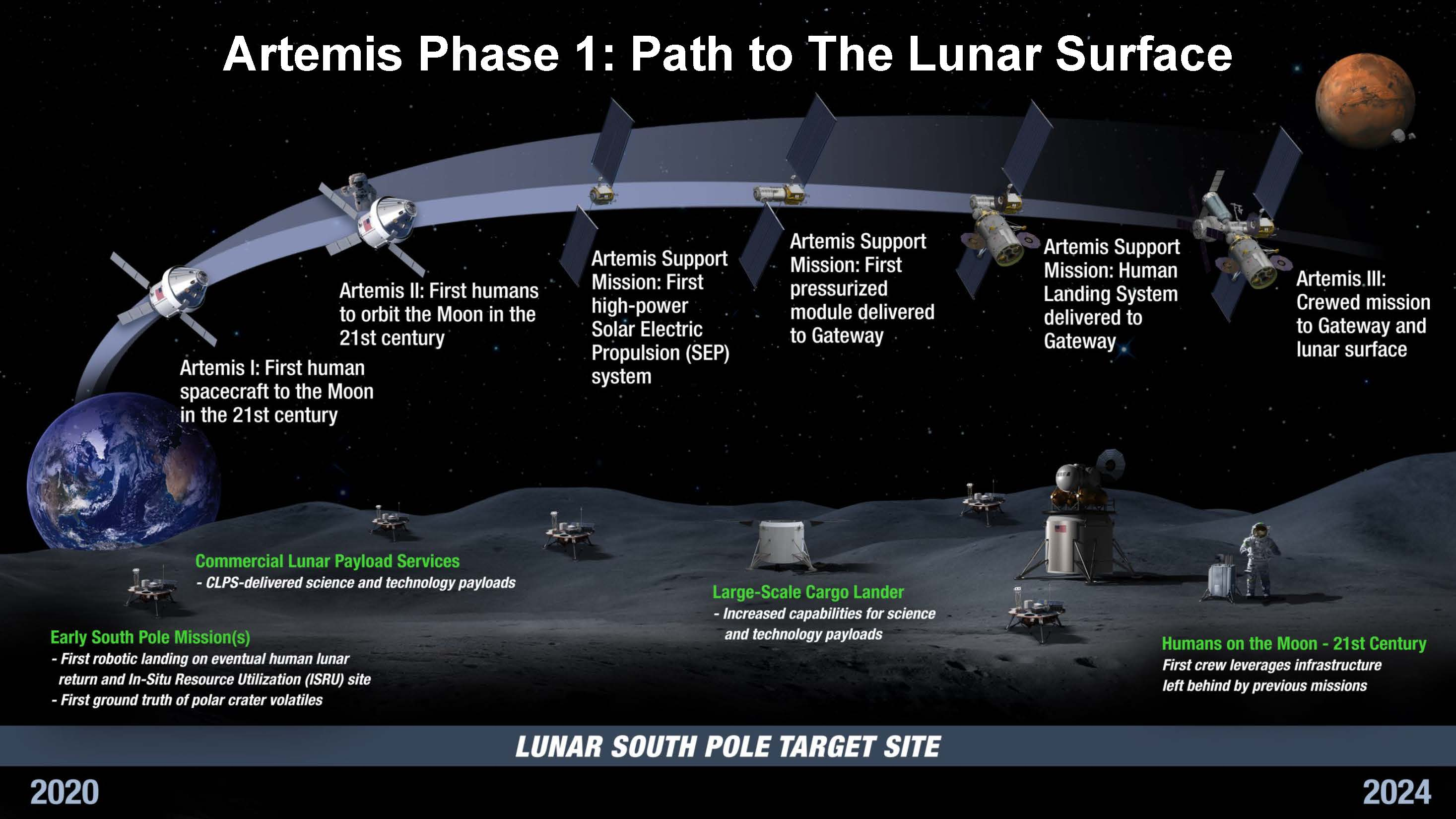
Запланированные миссии программы «Артемида»

В рамках программы Commercial Lunar Payload Services (CLPS) несколько автоматических посадочных модулей доставят на поверхность Луны научные инструменты и роботизированные вездеходы. В рамках программы запланированы дополнительные миссии CLPS для доставки полезной нагрузки на лунную базу. К ним относятся модули обитания и вездеходы для поддержки миссий с экипажем.
«Система посадки человека» (Human Landing System, HLS) — это космический корабль, который может доставлять членов экипажа из около-прямолинейной гало-орбиты на поверхность Луны, поддерживать их на поверхности и возвращать обратно. Для каждой посадки с экипажем требуется один HLS, хотя некоторые или все космические корабли могут быть многоразовыми. 
Каждый HLS должен быть запущен с Земли и доставлен в около-прямолинейную гало-орбиту за один или несколько запусков. 
Первоначальный коммерческий контракт был заключён со SpaceX на две миссии Starship HLS — одну без экипажа и одну с экипажем (в рамках «Артемиды-3»). Каждая из этих двух миссий требует одного запуска HLS и нескольких запусков с заправкой, все на пусковых установках[уточнить] SpaceX Starship. По состоянию на июнь 2022 года НАСА также воспользовалось опционом в рамках первоначального контракта на ввод в эксплуатацию модернизированной конструкции Starship HLS и третьей демонстрационной лунной миссии[прояснить], в соответствии с новыми правилами устойчивости, которые оно разрабатывает. Параллельно НАСА намерена разработать ещё один проект HLS вне SpaceX, для обеспечения избыточности и конкуренции.
Разработка HLS: см. Artemis HLS development history

## История

### Предыстория

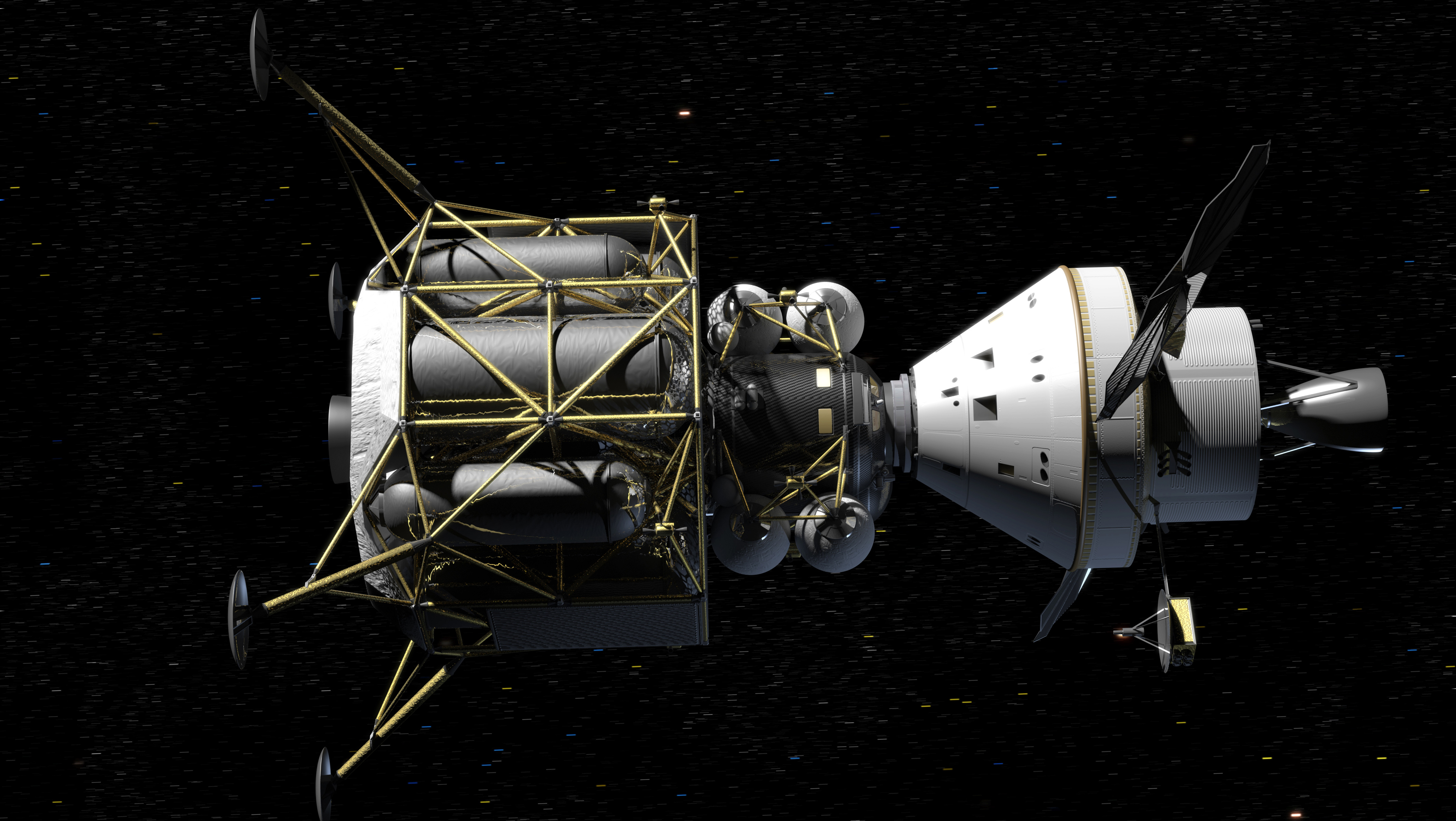
Художественная визуализация лунного модуля (слева) и космической капсулы программы «Созвездие»

Программа «Артемида» включает в себя несколько основных компонентов ранее отменённых программ и миссий НАСА, включая программу «Созвездие» и миссию по перенаправлению астероидов. Первоначально утверждённая программа «Созвездие» включала разработку «Арес-1», «Арес-5» и исследовательского корабля «Орион». Программа работала с начала 2000-х до 2010 года.
В мае 2009 года президент США Барак Обама учредил Комитет Августина для решения нескольких задач, включая поддержку Международной космической станции, развитие миссий за пределами низкой околоземной орбиты (включая Луну, Марс и околоземные объекты) и использование коммерческой космической отрасли в рамках определённых бюджетных ограничений. Комитет пришёл к выводу, что программа «Созвездие» сильно недофинансирована и что высадка на Луну в 2020 году невозможна. Впоследствии она была приостановлена.

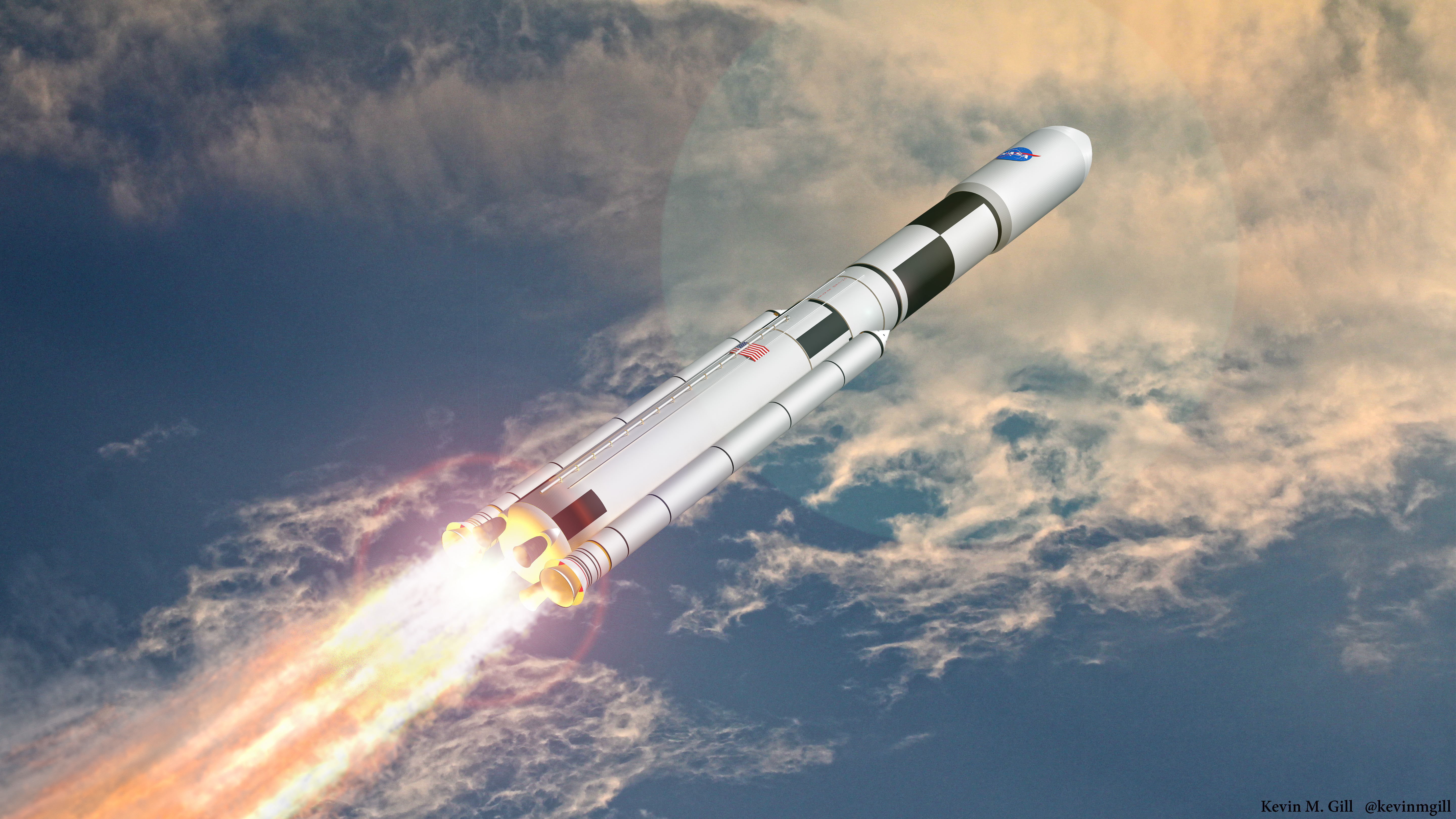
Ранний запуск SLS в представлении художника

15 апреля 2010 года президент США Обама выступил в Космическом центре Кеннеди, объявив о планах администрации в отношении НАСА и отменить элементы программы «Созвездие», не относящиеся к Ориону, на том основании, что программа стала нежизнеспособной. Вместо этого он предложил дополнительное финансирование в размере 6 миллиардов долларов США и призвал к разработке новой программы ракет-носителей большой грузоподъёмности, которая должна быть готова к строительству к 2015 году, с пилотируемыми полётами на орбиту Марса к середине 2030-х годов.
11 октября 2010 года президент Обама подписал закон, который включал требования к немедленной разработке Space Launch System в качестве следующей ракеты-носителя для космического корабля "Спейс шаттл" и продолжению разработки пилотируемого исследовательского корабля. Закон также вложил средства в космические технологии и возможности робототехники, связанные с общей структурой исследования космоса, обеспечил постоянную поддержку коммерческих орбитальных транспортных служб, коммерческих служб снабжения и расширил программу развития коммерческих экипажей.
30 июня 2017 года президент США Дональд Трамп подписал указ о воссоздании Национального космического совета под председательством вице-президента Майка Пенса. Первый бюджетный запрос администрации Трампа оставил в силе программы пилотируемых космических полётов эпохи Обамы: коммерческие службы пополнения запасов, развитие коммерческого экипажа, систему космического запуска и космический корабль «Орион» для полётов в дальний космос, одновременно сокращая исследования в области наук о Земле.

### Переопределение и наименование Артемиды

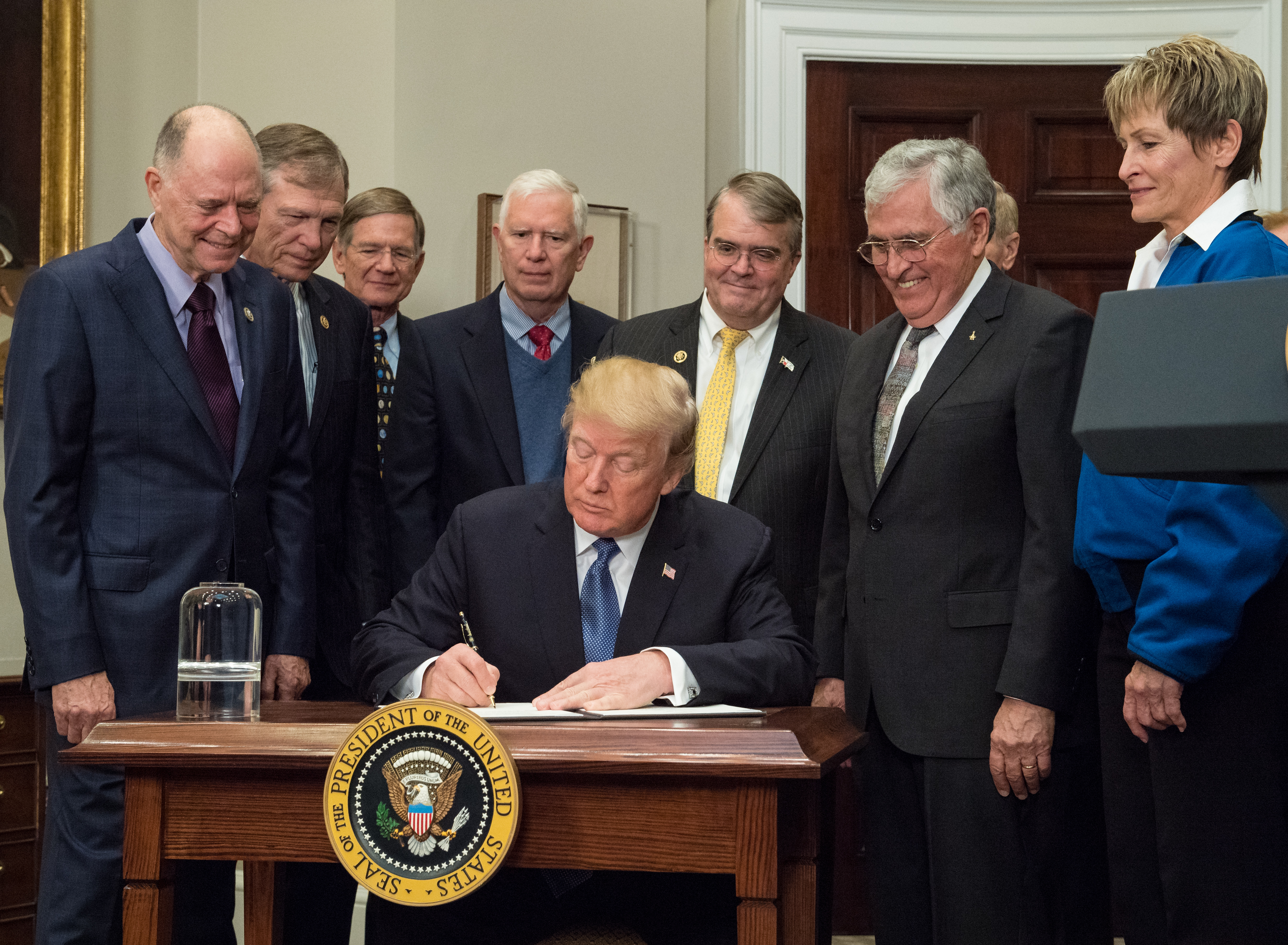
Президент Дональд Трамп подписывает Директиву 1 о космической политике, 11 декабря 2017 года

11 декабря 2017 года президент Дональд Трамп подписал Директиву 1 о космической политике, изменение национальной космической политики, которое предусматривает комплексную программу под руководством США с партнёрами из частного сектора по возвращению людей на Луну с последующими миссиями на Марс и далее. Политика призывает администратора НАСА «возглавить инновационную и устойчивую программу исследований с коммерческими и международными партнерами, чтобы обеспечить человеческую экспансию по Солнечной системе и вернуть на Землю новые знания и возможности». Эти усилия направлены на более эффективную организацию государственных, частных и международных усилий по возвращению людей на Луну и закладке основы возможного исследования Марса людьми. Директива 1 космической политики санкционировала кампанию, ориентированную на Луну. Программа (позже названная «Артемида») опирается на устаревшие программы космических кораблей США, включая космическую капсулу «Орион», космическую станцию «Gateway», коммерческие услуги по полезной нагрузке на Луну, а также создаёт совершенно новые программы, такие как система посадки человека. Ожидается, что разрабатываемая система космического запуска будет служить основной ракетой-носителем для Orion, в то время как коммерческие ракеты-носители будут запускать различные другие элементы программы.
26 марта 2019 года вице-президент Майк Пенс объявил, что цель НАСА по высадке на Луну будет ускорена на четыре года с запланированной посадкой в 2024 году. 14 мая 2019 года администратор НАСА Джим Брайденстайн объявил, что новая программа будет называться Артемида в честь богини Луны в греческой мифологии, сестры-близнеца Аполлона. Несмотря на непосредственные новые цели, миссии на Марс к 2030-м годам все ещё планировались по состоянию на май 2019 года.
4 февраля 2021 года администрация Джо Байдена одобрила программу «Артемида». В частности, пресс-секретарь Белого дома Джен Псаки выразила «поддержку [этих усилий] администрацией Байдена».
16 апреля 2021 года НАСА заключило контракт со SpaceX на разработку, производство и выполнение двух полётов на Луну с помощью лунного посадочного модуля Starship HLS. Blue Origin и Dynetics опротестовали решение Счётной палаты США 26 апреля. После того, как Счётная палата отклонила протесты, Blue Origin подала в суд на НАСА из-за присуждения награды, и НАСА согласилось прекратить работу над контрактом до 1 ноября 2021 года, пока судебный процесс продолжался. Судья отклонил иск 4 ноября 2021 года, и НАСА возобновило работу со SpaceX.
В дополнение к первоначальному контракту SpaceX НАСА заключило два раунда отдельных контрактов в мае 2019 г. и сентябре 2021 г. по аспектам HLS для поощрения альтернативных конструкций отдельно от первоначальных усилий по разработке HLS. В марте 2022 года компания объявила, что разрабатывает новые правила устойчивости и проводит как модернизацию Starship HLS (вариант в рамках первоначального контракта с SpaceX), так и новые конкурирующие альтернативные конструкции. Это произошло после критики со стороны членов Конгресса по поводу отсутствия избыточности и конкуренции и побудило НАСА обратиться за дополнительной поддержкой.

### Запуски
Первоначально запуск «Артемида-1» был запланирован на конец 2021 года, но проблемы с двигателем, а затем, с утечкой жидкого водорода при заправке топлива, вызвали переносы запуска.
Запуск миссии «Артемида-1» с кораблём «Орион» на борту состоялся 16 ноября 2022 года в 09:47 по МСК с пусковой площадки LC-39B Космического центра им. Кеннеди, Флорида, США. Корабль «Orion» провёл 25 дней в космосе, включая 3 дня на ретроградной орбите Луны. 11 декабря 2022 года в 20:41 по МСК корабль «Orion» успешно вернулся на Землю. Посадка была осуществлена в Тихий океан. Миссия Artemis I завершена успешно.

## Полёты по программе

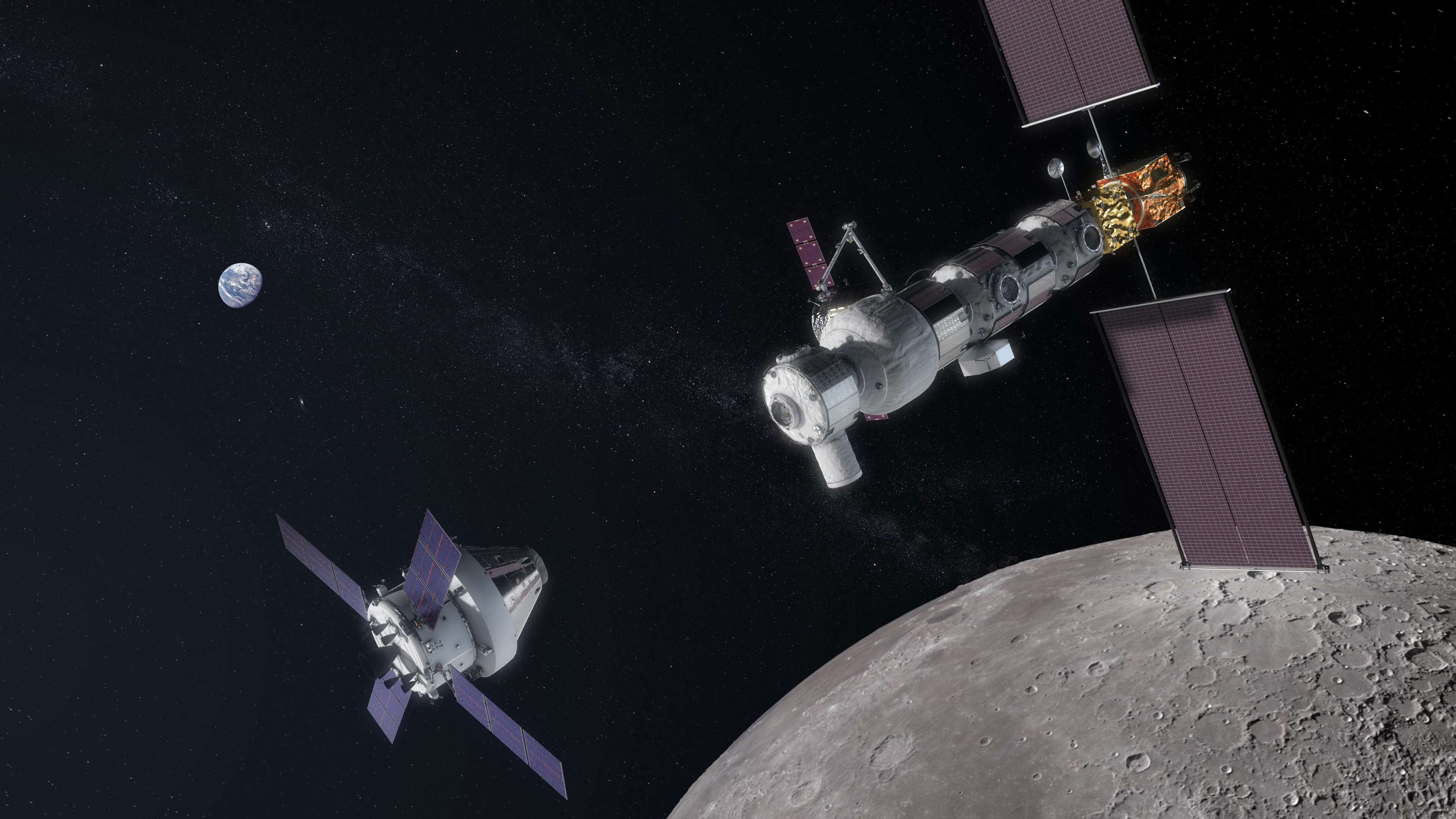
Лунная орбитальная платформа и прибывающий КК Орион в представлении художника

### Тестирование «Ориона»
Прототип модуля Orion Crew Module был запущен в ходе Exploration Flight Test 1 5 декабря 2014 года на вершине тяжёлой ракеты «Дельта-4». Его система управления реакцией и другие компоненты были испытаны на двух средних околоземных орбитах, достигнув апогея 5800 км и пересёк радиационные пояса Ван Аллена, прежде чем совершить высокоэнергетический вход в атмосферу на скорости 32 000 км/ч.
В ходе испытаний Ascent Abort-2, проведённых 2 июля 2019 года, была проверена последняя версия системы прерывания запуска на 10000-килограммовом прототипе Orion при максимальной аэродинамической нагрузке с использованием специальной ракеты-носителя Minotaur IV, созданной Orbital ATK.

### Выполненные и планируемые полёты
| Миссии программы «Артемида» | Миссии программы «Артемида»                                                                    | Миссии программы «Артемида»                                         | Миссии программы «Артемида»   | Миссии программы «Артемида»    | Миссии программы «Артемида»          | Миссии программы «Артемида» | Миссии программы «Артемида» | Миссии программы «Артемида» |
| Название миссии             | Экипаж                                                                                         | Цели миссии                                                         | Временные данные              | Временные данные               | Временные данные                     | Статус                      | РН                          | СА                          |
| Название миссии             | Экипаж                                                                                         | Цели миссии                                                         | запуска                       | посадки                        | время                                | Статус                      | миссии                      | миссии                      |
| --------------------------- | ---------------------------------------------------------------------------------------------- | ------------------------------------------------------------------- | ----------------------------- | ------------------------------ | ------------------------------------ | --------------------------- | --------------------------- | --------------------------- |
| Артемида-1                  | Нет                                                                                            | Тестовый беспилотный полёт к Луне                                   | 16 ноября 2022 года 06:47 UTC | 11 декабря 2022 года 17:40 UTC | 25 суток 10 часов 55 минут 50 секунд | Миссия завершена успешно    | SLS Block1                  | Нет                         |
| Артемида-2                  | командир Грегори Вайсмен пилот Виктор Гловер специалист Кристина Кук специалист Джереми Хансен | Пилотируемый облёт Луны                                             | апрель 2026 года (план.)      | апрель 2026 года (план.)       | ~10 суток                            | План.                       | SLS Block1                  | Нет                         |
| Артемида-3                  | Будет уточнено                                                                                 | Посадка на Луну с экипажем                                          | середина 2027 года (план.)    | середина 2027 года (план.)     | ~30 суток                            | План.                       | SLS Block1                  | Starship HLS Option A       |
| Артемида-4                  | Будет уточнено                                                                                 | Высадка космонавтов на лунную ОС Gateway                            | сентябрь 2028 года (план.)    | сентябрь 2028 года (план.)     | ~30 суток                            | План.                       | SLS Block1B                 | Starship HLS Option A       |
| Артемида-5                  | Будет уточнено                                                                                 | Посадка к южному полюсу Луны, доставка двух элементов на ОС Gateway | март 2030 года (план.)        | март 2030 года (план.)         | ~30 суток                            | План.                       | SLS Block1B                 | Будет уточнено              |
| Артемида-6                  | Будет уточнено                                                                                 | Посадка на Луну с экипажем, доставка шлюзового модуля               | март 2031 года (план.)        | март 2031 года (план.)         | ~30 суток                            | План.                       | SLS Block1B                 | Будет уточнено              |
| Артемида-7                  | Будет уточнено                                                                                 | Высадка на Луну с доставкой лунного крейсера                        | март 2032 года (план.)        | март 2032 года (план.)         | ~30 суток                            | План.                       | SLS Block1B                 | Будет уточнено              |
| Артемида-8                  | Будет уточнено                                                                                 | Высадка на Луну с доставкой МТО и СО                                | 2033 год (план.)              | 2033 год (план.)               | ~60 суток                            | План.                       | SLS Block1B                 | Будет уточнено              |
| Артемида-9                  | Будет уточнено                                                                                 | Высадка на Луну с доставкой лунной логистики                        | 2034 год (план.)              | 2034 год (план.)               | ~60 суток                            | План.                       | SLS Block2                  | Будет уточнено              |
| Артемида-10                 | Будет уточнено                                                                                 | Высадку на Луну, длительное пребывание на поверхности Луны          | 2035 год (план.)              | 2035 год (план.)               | <180 суток                           | План.                       | SLS Block2                  | Будет уточнено              |

## Лунные скафандры

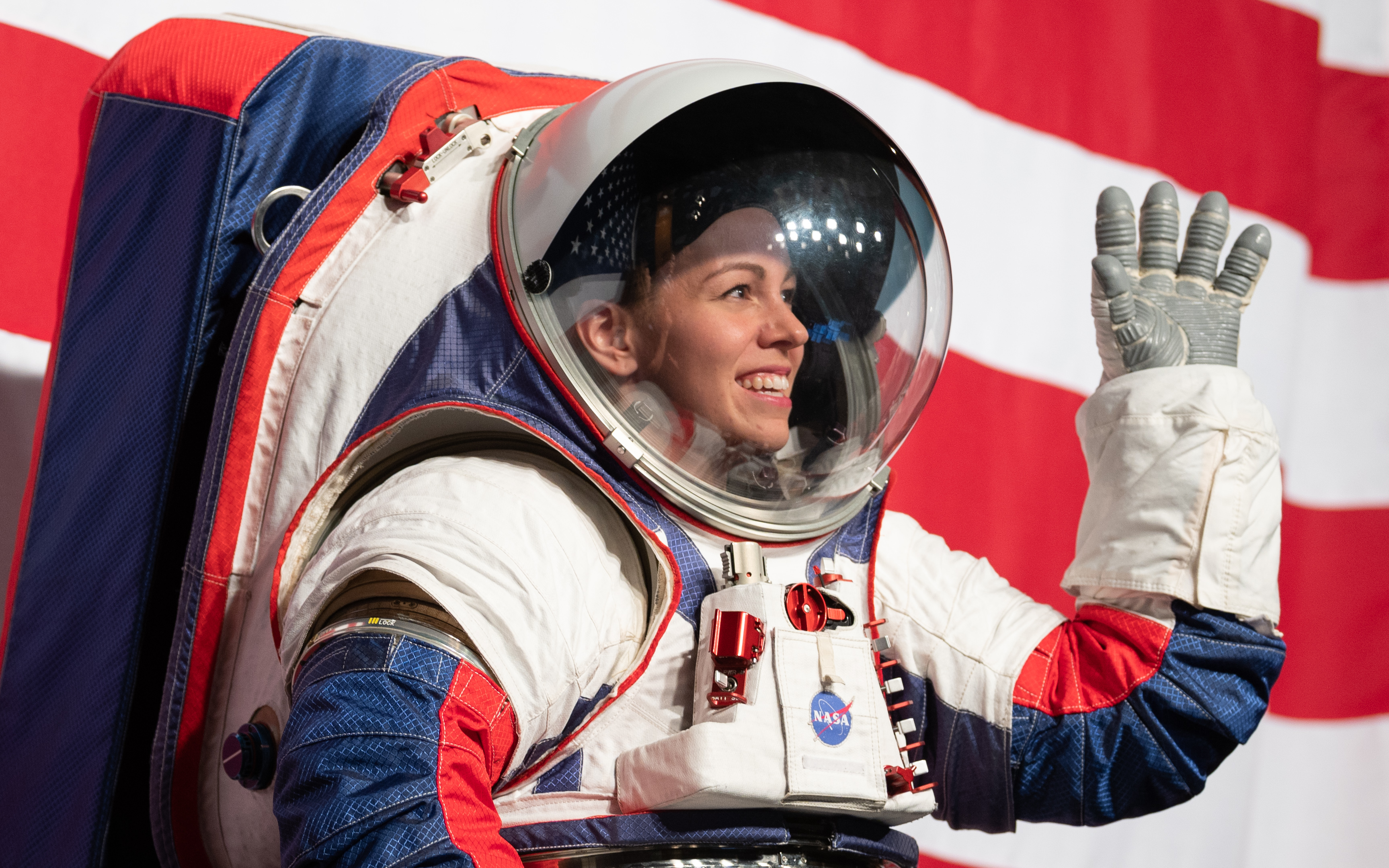
Лунный скафандр xEMU

15 октября 2019 года НАСА представило прототипы двух скафандров, которые будут использоваться для лунной миссии «Артемида» и на основе которых планируется сконструировать скафандры для полёта на Марс. Главное отличие от скафандров первого поколения — возможность полноценного передвижения по поверхности (а не прыжками) и разделение единого скафандра на корабельный и для работы на поверхности. При разработке скафандров НАСА активно сотрудничает с российскими разработчиками космических скафандров из НПП «Звезда»; российские и американские разработчики обмениваются техническими данными.
Впервые высокий или небольшой рост не будут помехой для будущих астронавтов — новый скафандр смогут использовать люди от первого перцентиля для женщин (женщины, которые ниже ростом, чем 99 % женщин в человеческой популяции) до 99-го для мужчин (мужчины, которые выше, чем 99 % всех мужчин на Земле).
Лунный скафандр (Exploration Extravehicular Mobility Unit, xEMU) способен поддерживать работу на Луне длительностью до 8 часов, плюс ещё один час ресурса зарезервирован для нештатных ситуаций. Вес прототипа составляет 91 кг без учёта веса систем жизнеобеспечения. Использовано техническое решение, пионерами которого стали советские разработчики: астронавт буквально заходит в скафандр через дверцу в задней части. Также он не имеет молний и кабелей, на которые ранее жаловались астронавты, и лучше защищён от радиации и всеразъедающей лунной пыли. Скафандр рассчитан на эксплуатацию при температуре от −157°С до +121°С.

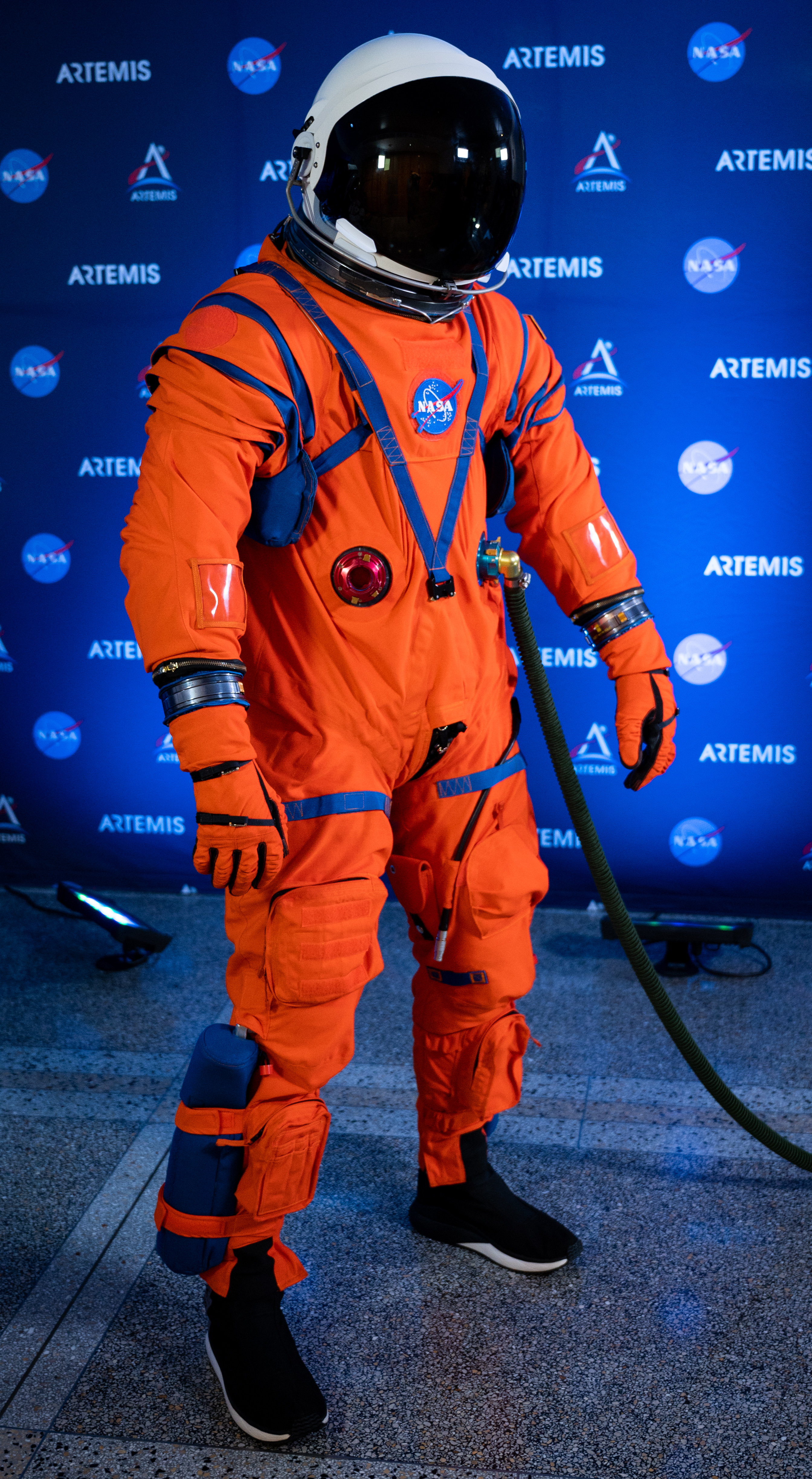
Аварийно-спасательный скафандр OCSS

Второй скафандр (Orion Crew Survival System, OCSS) будет использоваться в космическом корабле «Орион» преимущественно при взлёте и посадке. В случае необходимости астронавт может находиться в нём до 6 дней. Скафандр также защищён от радиации и защищает в случае разгерметизации, хотя и не на таком уровне, как лунный скафандр. При создании скафандра для «Ориона» разработчики руководствовались трагическим опытом гибели спейс-шаттла «Колумбия». Расследование показало, что при катастрофе астронавты получили фатальное переохлаждение и травмы от деталей скафандров, и НАСА переделало скафандры таким образом, чтобы они не могли нанести травму и могли сохранять автономность даже в случае разгерметизации.

## Луноходы

### VIPER
Планировалось что в ноябре 2024 года на Южный полюс Луны будет запущен луноход VIPER для поиска водяного льда. На ровере был бы установлены нейтронный спектрометр, предназначенный для замера содержания водорода в поверхностных слоях, а также работающий в ближнем инфракрасном диапазоне спектрометр, предназначенный для поиска следов летучих веществ. На аппарате был бы установлен бур, способный проникать на глубину до 1 м и масс-спектрометр для анализа полученных при бурении образцов. Луноход будет доставлялся бы с помощью посадочного модуля Griffin разработанного компанией Astrobotic Technology. Но 17 июля 2024 миссия отменили из-за выросших затрат и переноса даты запуска на сентябрь 2025.

### Lunar Terrain Vehicle
Lunar Terrain Vehicle — это негерметичный луноход, предназначенный для перемещения астронавтов по поверхности Луны. В качестве такого лунохода рассматриваются три разработки: прототип от команды Lunar Dawn, другой прототип от Intuitive Machines и луноход FLEX от Astrolab. Планируется оснастить луноход дистанционным управлением, для возможностей исследования без присутствия человека на Луне. Первый запуск запланирован в рамках миссии Артемида-5.

## Лунная база

### Лунная орбитальная платформа
Планируется создание модульной станции на орбите Луны для ее использование в качестве пересадочного узла в миссиях Артемиды. Первые модули планируют запустить в 2027 году. Миссию по сборке станции планируется доверить экипажу Артемиды 4.

### Лунная база на поверхности
- После 2028 года — планировалось создание на Луне постоянной базы, рассчитанной на 15 лет эксплуатации.

## Финансирование программы
- В мае 2019 года президент США Дональд Трамп объявил о намерении направить в бюджет НАСА дополнительно 1,6 млрд долларов на программы освоения Луны и Марса. Эту сумму Белый дом запросит у Конгресса в дополнение к 21 млрд долларов, которые будут выделены на финансирование деятельности НАСА в 2020 финансовом году. 16 октября 2019 года глава НАСА Джим Брайденстайн заявил, что НАСА запрашивает в следующем финансовом году дополнительно 1,6 млрд долларов на ускоренную программу полётов астронавтов на Луну — высадка планируется в 2024 году вместо 2028 года[52].
- 23 сентября 2019 года НАСА предоставило компании Lockheed Martin право выполнить контракт на строительство минимум шести и максимум 12 кораблей Orion в период по 30 сентября 2030 года, предназначенных для запусков к Луне в рамках программы «Артемида». Контракт определяет стоимость трёх Orion (миссии с III по V) в $2,7 млрд и ещё двух — в $1,9 млрд (миссии с VI по VIII)[53][54].